# 지아니 루소

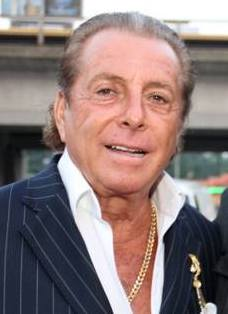
2013년 라이프 영화제에서의 루소

지아니 루소(Gianni Russo, 본명: 지아니 비토 루소, Gianni Vito Russo)는 미국의 배우이자 가수이다. 1977년 영화 대부에서 카를로 리찌 역을 맡은 것으로 알려져 있다.
1943년에 맨해튼에서 태어나 리틀이털리 (맨해튼)과 스태튼아일랜드에서 자랐다.

## 참여 작품
- 대부 (영화)
- 대부 2
- 암흑의 거리
- 알렉스 두 번 죽다
- 프레쉬맨 (영화)
- 복수무정 2
- 스테이 튠
- 슈퍼 마리오 (영화)
- 스트립티즈 (영화)
- 애니 기븐 선데이
- 패밀리 맨 (영화)
- 3000 마일
- 러시아워 2
- 레드 드래곤 (영화)
- 씨비스킷
- 애프터 썬셋